# Curia regis (Inghilterra)
La Curia regis (lett. "corte del re") era il principale consiglio del Regno d'Inghilterra in seguito alla conquista normanna del 1066. Il nuovo consiglio istituito dai nuovi padroni, i Normanni, aveva la finalità di occuparsi di gran parte degli affari di Stato e sostituiva il consiglio del Witan per i re anglosassoni. È la controparte inglese della curia ducis che serviva i duchi di Normandia.
La corte regis era composta da due assemblee, una maggiore e una più minore. La sua forma minore, che era in sessione continua, era composto dagli ufficiali di stato del re e dai nobili di corte. Questa era in sostanza la corte reale del re e come tale era una corte itinerante che seguiva il sovrano in tutti i suoi viaggi.
In occasioni speciali il re convocava altri dignitari a partecipare all'assemblea, come i grandi ufficiali e gli ecclesiastici che detenevano terre appartenenti al regno, come arcivescovi, vescovi e alcuni abati. Questa assemblea più ampia era conosciuta come "curia regis maggiore"", Magnum Concilium, o semplicemente il Gran Consiglio.
La curia regis, sia nella forma maggiore che minore, svolgeva gli affari di stato, sia legislativi che giudiziari che diplomatici. Né la curia regis maggiore né quella minore prevalevano sull'altra, in quanto considerate la stessa entità. Sotto i re normanni gli affari di governo erano gestiti allo stesso modo, indipendentemente da quale curia si fosse riunita in quel momento.
In materia giudiziaria, la base della legge rimaneva la legge anglosassone di Edoardo il Confessore che sia Guglielmo il Conquistatore che Enrico I promisero di mantenere. I poteri degli sceriffi furono mantenuti così come quelli dei tribunali di contea.
Gradualmente la curia regis iniziò a ramificarsi in entità che si trasformarono in altre istituzioni, tra cui il Gabinetto, la Star Chamber, la Court of Chancery e altre. Uno dei primi fu l'Exchequer (scacchiere dell'erario), specializzato nelle questioni finanziarie del governo. La progressiva specializzazione delle commissioni giudiziali interne della curia regis portò nel corso del XIII secolo ad enuclearsi da essa le tre grandi corti giudiziarie di Westminster: la Court of Exchequer, la Court of Common Pleas e la Court of King's Bench.
Sempre nel corso dello stesso secolo, le due forme stesse della curia cominciarono a separarsi. La curia regis maggiore, dopo aver assunto elementi rappresentativi, si costituì in Parlamento, mentre la curia regis minore divenne il Consiglio della Corona.